# 자만 (신문)
자만(Zaman)은 터키의 신문이다.